# Деца мора (манга)
Деца мора (јап. 海獣の子供, Kaijū no Kodomo) је манга коју је написао и илустровао Даисуке Игараши. Серијализовала се од децембра 2005. до септембра 2011. године у Шогакукановој манга ревији Monthly Ikki. Поглавља су сакупљена у пет танкобона. 
Издавачка кућа Сталкер је превела мангу на српски језик 2023−2024. године.
Манга је 2019. године адаптирана у аниме филм.

## Синопсис
Рука Азуми је првог дана летњег распуста намерно повредила друго дете, због чега јој је забрањено да учествује у клупским активностима. Рука стога одлази у Токио где упознаје дечака званог Уми кога је одгојило море.

## Франшиза

### Манга
Мангу Деца мора написао је и илустровао Даисуке Игараши. Серијализовала се од 24. децембра 2005. до 24. септембра 2011. године у Шогакукановој манга ревији .  Поглавља су сакупљена у пет танкобона; први је изашао 30. јула 2007., а последњи 30. јула 2012. године.
Издавачка кућа Сталкер је 27. јануара 2023. најавила да ће преводити мангу на српски језик. Први том изашао је 28. септембра 2023., а последњи 16. јануара 2024. године.

#### Списак томова
| - 1. „Рука” (琉花 ) - 2. „Дан грома” (神鳴りの日 ) - 3. „Хитодама” (人魂 ) - 4. „” - 5. „Шаре” (図様 -) - 6. „Морске утваре” (海の幽霊 ) - 7. „Столица” (椅子 ) - 8. „Свет воде” (水界 ) |

| - 9. „Исана” (勇魚 ) - 10. „Морски ветар” (波颪 ) - 11. „Иза таласа” (潮の八百重に ) - 12. „Испуњено водом” (にはたづみ ) - 13. „Утопљена деца” (浸く子等 ) - 14. „Ракшаса” (羅刹 ) - 15. „Последњи дан у месецу” (つきこもり ) - 16. „Полетање” (離陸 ) - „Рибарева прича” (ある漁師のはなし ) |

| - 17. „Курошио струја” (黒潮 ) - 18. „Далеко на отвореном мору” (沖つ海 ) - 19. „Фатаморгана” (蜃気楼 ) - 20. „Дугонг” (ジュゴン ) - 21. „Гондвана” (ゴンドワナ ) - 22. „Кругови на води” (波の皺 ) - 23. „Замка” (罠 ) - 24. „Органи” (内臓 ) - 25. „Граница мора” (海境 ) |

| - 26. „Морске животиње” (海獣 ) - 27. „Прободено тело” (穿つ体 ) - 28. „Мутни таласи” (濁浪 ) - 29. „Море космоса” (宇宙の海 ) - 30. „Трудноћа” (身籠る ) - 31. „Искушење” (坩堝 ) - 32. „Пресретање” (傍受 ) - 33. „Спремање” (準備 ) - 34. „Венера” () - 35. „Демон воде” (水魔 ) |

| - 36. „Капци” (瞼 ) - 37. „Обред рођења ” (誕生祭 ) - 38. „Обред рођења ” (誕生祭 ) - 39. „Обред рођења ” (誕生祭 ) - 40. „Обред рођења ” (誕生祭 ) - 41. „Обред рођења ” (誕生祭 ) - 42. „Ирука” (イルカ ) - 43. „Деца мора” (海獣の子供たち ) - „Прича оних што путују” (ある旅人のはなし ) |

### Филм
Манга је адаптирана у анимирани филм у продукцији студија 4°C. Режију филма вршио је Ајуму Ватанабе, док је музику компоновао Џо Хисаиши. Филм је доживео светску премијеру 19. маја 2019. године.

## Пријем
Манга је 2008. и 2009. године била номинована за Културолошку награду „Тезука Осаму“. Даисукеу је 2009. додељена награда Асоцијације јапанских цртача. Исте године, манга је освојила награду на јапанском Медија Артс фестивалу у категорији за одличност.
Деб Аоки (About.com) је у својој рецензији похвалила цртеж манге, али је критиковала успорени темпо приче у првим поглављима. Сем Кусек (PopCultureShock) је похвалио карактере и њихов однос, рекавши да су сви јединствени, и делом изопштени из друштва, због чека су зрели за свој узраст. Карло Сантос (Anime News Network) је у својој рецензији похвалио суптилност приче, као и сам цртеж и приказ мора, додајући додуше да „сцене свакодневнице развлаче и успоравају причу“. Стиву Бенету (ICv2) се свидео цртеж, рекавши да реалистичан стил приземљује елементе фантастике. Лерој Доресо (Coolstreak Comics) је исто похвалио контраст између реалистичног цртежа и фантастичне приче, упоредивши мангу са научнофантастичним стрипом The Puma Blues због еколошке тематике, као и са мангом Соланин аутора Инија Асана.

## Спољашњи извори
- Званични веб-сајт (језик: јапански)